# 1805 na ciência

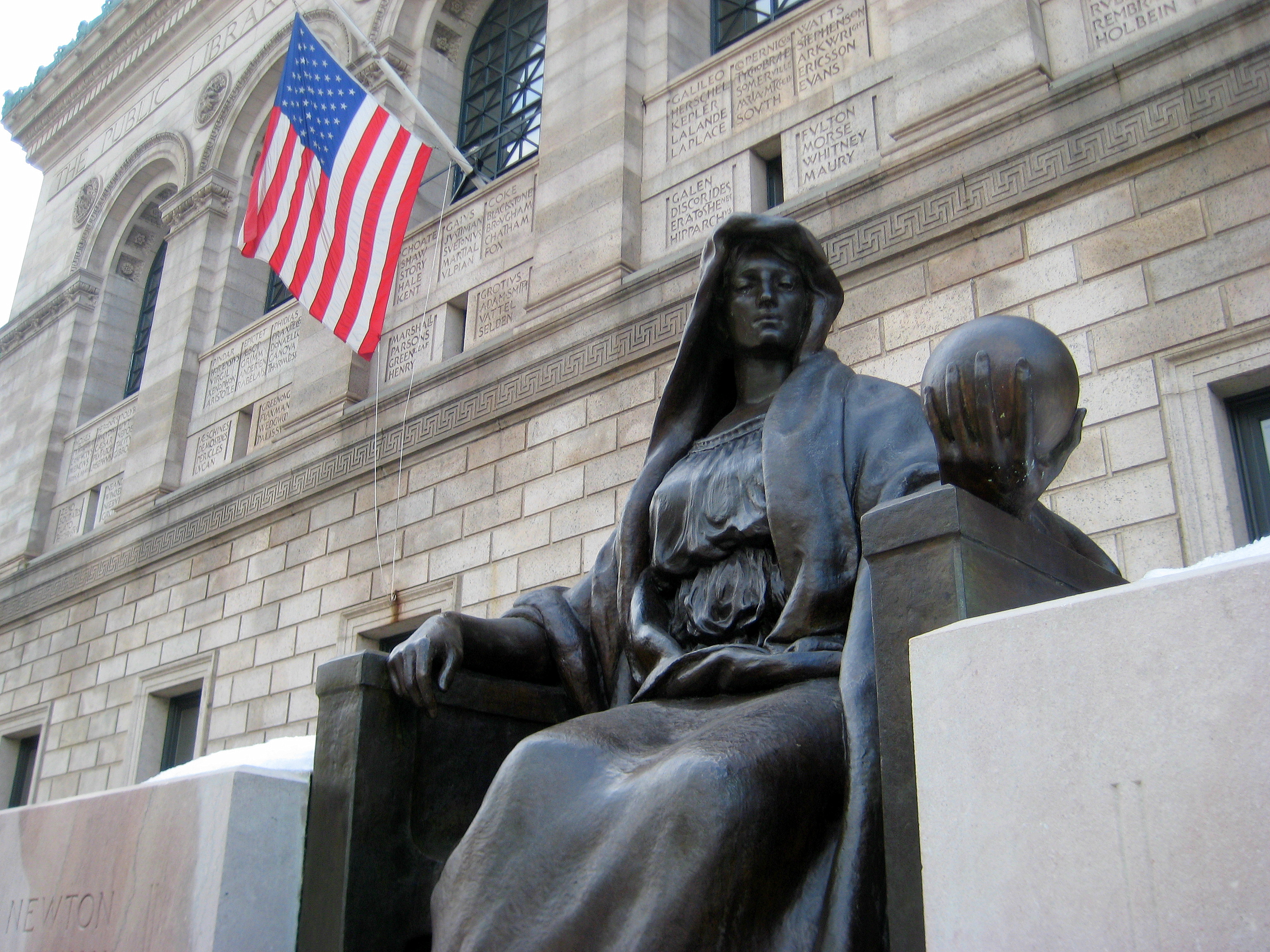
Mack Mack Mackperson

## Eventos
- John Dalton lista a primeira tabela de massas moleculares.[1]
- Joseph Louis Gay-Lussac descobre que a água é composta de duas partes de hidrogênio e uma parte de oxigênio por volume.[2]

## Nascimentos
| Data            | Nome                | Profissão    | Nacionalidade | Observações                    | Ref   |
| --------------- | ------------------- | ------------ | ------------- | ------------------------------ | ----- |
| 13 de fevereiro | Édouard de Verneuil | paleontólogo | França        | m. 1873 Medalha Wollaston 1853 | [ 3 ] |

## Mortes
| Data | Nome | Profissão | Nacionalidade | Observações | Ref |
| ---- | ---- | --------- | ------------- | ----------- | --- |

## Prémios
Medalha Copley
- Humphry Davy[4]